# Полеводинский
Полеводинский — посёлок в Духовницком районе Саратовской области. Входит в состав Новозахаркинского муниципального образования.

## География
Посёлок находится на расстоянии примерно 28 км (по прямой) к юго-востоку от посёлка городского типа Духовницкое, административного центра района.

### Часовой пояс
Посёлок Полеводинский, как и вся Саратовская область, находится в часовой зоне МСК+1. Смещение применяемого времени относительно UTC составляет +4:00.

## История
Основан в 1922 году. Постановлением ВЦИК от 20 декабря 1934 года населённый пункт при Солянском отделении Полеводинского совхоза отнесён к категории рабочих посёлков с присвоением наименования Полеводинск. До 1939 года статус с посёлка был снят.

## Население
| 2002 | 2010 |
| ---- | ---- |
| 749  | ↘570 |

### Национальный состав
Согласно результатам переписи 2002 года, в национальной структуре населения русские составляли 91 % из 749 чел.